# 蒲刈島村
蒲刈島村（がまかりじまむら）は、広島県安芸郡にあった村。現在の呉市の一部にあたる。

## 地理
- 海洋：広島湾
- 島嶼：上蒲刈島、下蒲刈島[1]

## 歴史
- 1889年（明治22年）4月1日、町村制の施行により、安芸郡蒲刈島村が単独で村制施行し、蒲刈島村が発足[1][2]。
- 1891年（明治24年）7月27日、蒲刈島村が二分割され、安芸郡下蒲刈島村と上蒲刈島村が発足した[1][2]。